# Episodi di Squadra Speciale Colonia (quindicesima stagione)
La quindicesima stagione della serie televisiva Squadra speciale Colonia è stata trasmessa in prima visione assoluta in Germania sul canale ZDF dal 4 ottobre 2016 al 14 marzo 2017.
In Italia la serie è stata trasmessa su Rai 2 dal 13 giugno al 26 agosto 2020.
| N° | Titolo originale                   | Titolo in italiano           | Prima TV Germania | Prima TV Italia |
| -- | ---------------------------------- | ---------------------------- | ----------------- | --------------- |
| 1  | Unerwartete Begegnung              | Incontro inatteso            | 4 ottobre 2016    | 13 giugno 2020  |
| 2  | Zimmer frei                        | Stanza libera                | 11 ottobre 2016   | 20 giugno 2020  |
| 3  | Tödliche Therapie                  | Terapia mortale              | 18 ottobre 2016   | 27 giugno 2020  |
| 4  | Mörderisches Wochenende            | Weekend omicida              | 25 ottobre 2016   | 4 luglio 2020   |
| 5  | Tödliche Melodie                   | Melodia                      | 1 novembre 2016   | 11 luglio 2020  |
| 6  | Im Zwielicht                       | In penombra                  | 8 novembre 2016   | 18 luglio 2020  |
| 7  | Loverboy                           | Latin lover                  | 15 novembre 2016  | 25 luglio 2020  |
| 8  | Buchstabiere Mord                  | Sillabario colorato          | 22 novembre 2016  | 4 agosto 2020   |
| 9  | Wetten, dass … ?                   | Scommettiamo che...?         | 29 novembre 2016  | 5 agosto 2020   |
| 10 | Die Beatles von Bocklemünd         | Parrucchiere per signore     | 6 dicembre 2016   | 6 agosto 2020   |
| 11 | Tödliche Lügen                     | Bugie mortali                | 13 dicembre 2016  | 7 agosto 2020   |
| 12 | Krüger ist tot!                    | Kruger è morto               | 20 dicembre 2016  | 10 agosto 2020  |
| 13 | Vier Freundinnen und ein Todesfall | Quattro amiche e un omicidio | 27 dicembre 2016  | 11 agosto 2020  |
| 14 | Tod eines Lebenskünstlers          | Artista di strada            | 3 gennaio 2017    | 12 agosto 2020  |
| 15 | Schmutzige Wäsche                  | Biancheria sporca            | 10 gennaio 2017   | 13 agosto 2020  |
| 16 | Verbrannt                          | L'incendio                   | 17 gennaio 2017   | 14 agosto 2020  |
| 17 | Der Mann mit der Geige             | L'uomo con il violino        | 24 gennaio 2017   | 17 agosto 2020  |
| 18 | Letzte Meile                       | L'ultimo miglio              | 31 gennaio 2017   | 18 agosto 2020  |
| 19 | Arrivederci Bruno                  | Arrivederci Bruno            | 7 febbraio 2017   | 19 agosto 2020  |
| 20 | Messerscharf                       | Lama affilata                | 14 febbraio 2017  | 20 agosto 2020  |
| 21 | Schwere Jungs                      | Cattivi ragazzi              | 21 febbraio 2017  | 21 agosto 2020  |
| 22 | Der Stinker                        | L'appartamento               | 28 febbraio 2017  | 24 agosto 2020  |
| 23 | Alte Meister                       | Grandi Maestri               | 7 marzo 2017      | 25 agosto 2020  |
| 24 | Eingeschlossen                     | Rinchiusi                    | 14 marzo 2017     | 26 agosto 2020  |